# 矢部良明
矢部 良明（やべ よしあき、1943年 - ）は、日本の陶磁器・茶道史研究家。

## 来歴
神奈川県生まれ。東北大学文学部美術史学科卒。東京国立博物館に入職。工芸課長を経て、退職。
2011年に、裏千家から第9回茶道文化賞を受賞した。

## 著書
- 『中国陶磁の八千年 乱世の峻厳美・泰平の優美』 平凡社、1992年3月
- 『日本やきもの史入門』 新潮社、1992年9月
- 『日本陶磁の一万二千年 渡来の技 独創の美』 平凡社、1994年1月
- 『千利休の創意 冷・凍・寂・枯からの飛躍』  角川書店 1995年12月
- 『茶の湯とやきもの』 角川書店、1997年9月
- 『古田織部 桃山文化を演出する』 角川書店、1999年7月
- 『武野紹鷗 茶の湯と生涯』淡交社、2002年11月
- 『茶人豊臣秀吉』 角川書店、2002年10月
- 『茶の湯の祖、珠光』 角川書店、2004年4月
- 『武将茶人、上田宗箇: 桃山茶の湯の逸材』 角川学芸出版、2006年12月
- 『すぐわかる茶の湯の懐石道具』 東京美術、2009年2月
- 『日本のやきもの鑑定入門』 [東京美術、2010年8月
- 『エピソードで綴る茶入物語 歴史・分類と美学』 宮帯出版社、2011年12月
- 『エピソードで綴る戦国武将茶の湯物語』 宮帯出版社、2014年1月

## 編著
- 『やきものの鑑賞基礎知識』 至文堂、1993.年5月
- 入澤美時 小山耕一編 『「陶芸」の教科書 この一冊で、つくり方から歴史まで全部がわかる』 実業之日本社、2008年11月
- 『角川日本陶磁大辞典』 角川学芸出版、2011年2月

## 論文
- Cinii